# Micky Ward

George Michael Ward Jr. (nascido em 4 de outubro de 1965), frequentemente conhecido pelo apelido de "irlandês" Micky Ward, é um ex-boxeador profissional americano que competiu de 1985 a 2003. Ele desafiou uma vez pelo título meio-médio leve do IBF em 1997, e deteve o título welterweight WBU light em 2000. Ward é amplamente conhecido por sua trilogia de lutas com Arturo Gatti, dois dos quais receberam prêmios de Luta do Ano pela revista The Ring, bem como seu estilo de luta implacável de pressão. Ward foi retratado por Mark Wahlberg no filme The Fighter de 2010, que foi baseado em seu início de carreira. 

## Ancestralidade
Sua bisavó materna Annie Greenhalge (Carroll) nasceu na Irlanda, filha de Michael e Mary (Flood) Carroll. Seus tataravós maternos, Peter McMahon e Ann Quinn, eram do Condado de Tyrone, Irlanda. Eles fugiram da Irlanda durante a década de 1850 para escapar da pobreza e da opressão e chegaram a Boston, Massachusetts. Eles se estabeleceram no bairro Acre de Lowell, Massachusetts, e trabalharam como operários.

## Carreira amadora
Ward foi um boxeador três vezes campeão do New England Golden Gloves que se tornou profissional em 1985, vencendo suas primeiras quatorze lutas. No entanto, sua carreira se estabilizou, e depois de perder quatro lutas consecutivas em 1990/91, Ward deu um hiato no boxe.  Durante o tempo de Ward longe do esporte, ele usou parte dos fundos de seu trabalho diário em uma equipe de pavimentação de estradas para fazer uma cirurgia em sua mão direita, o que lhe causou problemas durante várias lutas. A cirurgia usou parte do osso da pelve de Ward para fortalecer e fundir os ossos da mão.

## Carreira profissional
Em uma partida de 1997 que viria a tipificar o poder excepcional do gancho de esquerda de Ward no corpo, ele marcou um nocaute no sétimo round contra o então invicto mexicano Alfonso Sanchez em uma luta que Ward, até então, estava claramente perdendo por pontos. Pouco antes do soco, Larry Merchant disse que a luta deveria ser interrompida (o que o árbitro Mitch Halpern ameaçou fazer se Ward não "mostrasse a ele algo"); depois, Merchant chamou de uma das coisas mais extraordinárias que ele já tinha visto no boxe. O gancho de esquerda de Ward no corpo mais tarde resultou em um nocaute no primeiro assalto de Steve Quinonez, e um nocaute de nove contagens de Arturo Gatti em sua primeira luta. 
Ward ganhou uma luta pelo campeonato IBF Light Welterweight de 1997 contra o campeão Vince Phillips, mas não ganhou o campeonato, pois a luta foi interrompida no terceiro round devido a cortes, e Phillips foi premiado com a luta por nocaute técnico. Um ano depois, Ward novamente perdeu a luta pelo título, pois perdeu na decisão de 12 rounds contra Zab Judah.  Em 2000, Ward viajou para Londres para enfrentar o WBU Light Welterweight Champion, Shea Neary, e ganhou um TKO no oitavo round para ganhar o título WBU. Ward, no entanto, nunca defendeu o título e dividiu suas próximas quatro lutas. Sua vitória por decisão de dez rounds sobre Emanuel Augustus (então conhecido como Emanuel Burton) foi eleita a Luta do Ano de 2001 da revista The Ring.

## Vida após o Box
Ward ainda mora em Lowell, onde é co-proprietário de uma academia de boxe e de uma pista de hóquei ao ar livre. Ward é casado com Charlene Fleming, sua namorada de longa data, que também é ex-atleta. Ele gerencia a academia de boxe que possui com seu meio-irmão e ex-treinador, Dicky Eklund, treina novos boxeadores entrando em sua academia. Em sua autobiografia de 2012, Ward revelou que havia sido abusado sexualmente quando criança por um amigo de Dicky, outro boxeador conhecido apenas pelo apelido de "Hammer". O abuso começou quando Ward tinha nove anos e continuou por cerca de três anos, até que ele ganhou confiança para enfrentar seu agressor. Ward acabaria por enfrentar Hammer em uma de suas primeiras lutas amadoras, vencendo por decisão unânime. 